# Čabranka
Čabranka  je 17,5 km dolga mejna reka med Hrvaško in Slovenijo, ki se kot levi pritok izliva v Kolpo pri Osilnici.
Izvira pri Čabru na Hrvaškem izpod stene Velikega Obrha (546 m) in je najmočnejši pritok Kolpe v njenem zgornjem toku. Manjši izvir je tudi na slovenski strani meje. Dolga je 17,5 km. V kamniti strugi so številna slapišča, pragovi in tolmuni in je bogata z ribami.
Izvir je dostopen tako iz Čabra kot iz Podplanine na slovenski strani. 